# Hironoshin Furuhashi
Hironoshin Furuhashi (16 de setembro de 1928 - 2 de agosto de 2009) foi um nadador de estilo livre japonês.
Bateu 33 recordes mundiais durante a carreira, porém, ao participar das Olimpíadas de 1952, não obteve bons resultados, devido à efeitos remanescentes de uma disenteria contraída num tour pela América do Sul em 1950. Foi presidente do Comitê Olímpico Japonês, se retirando deste cargo em 1999.